# Cornelis Boel

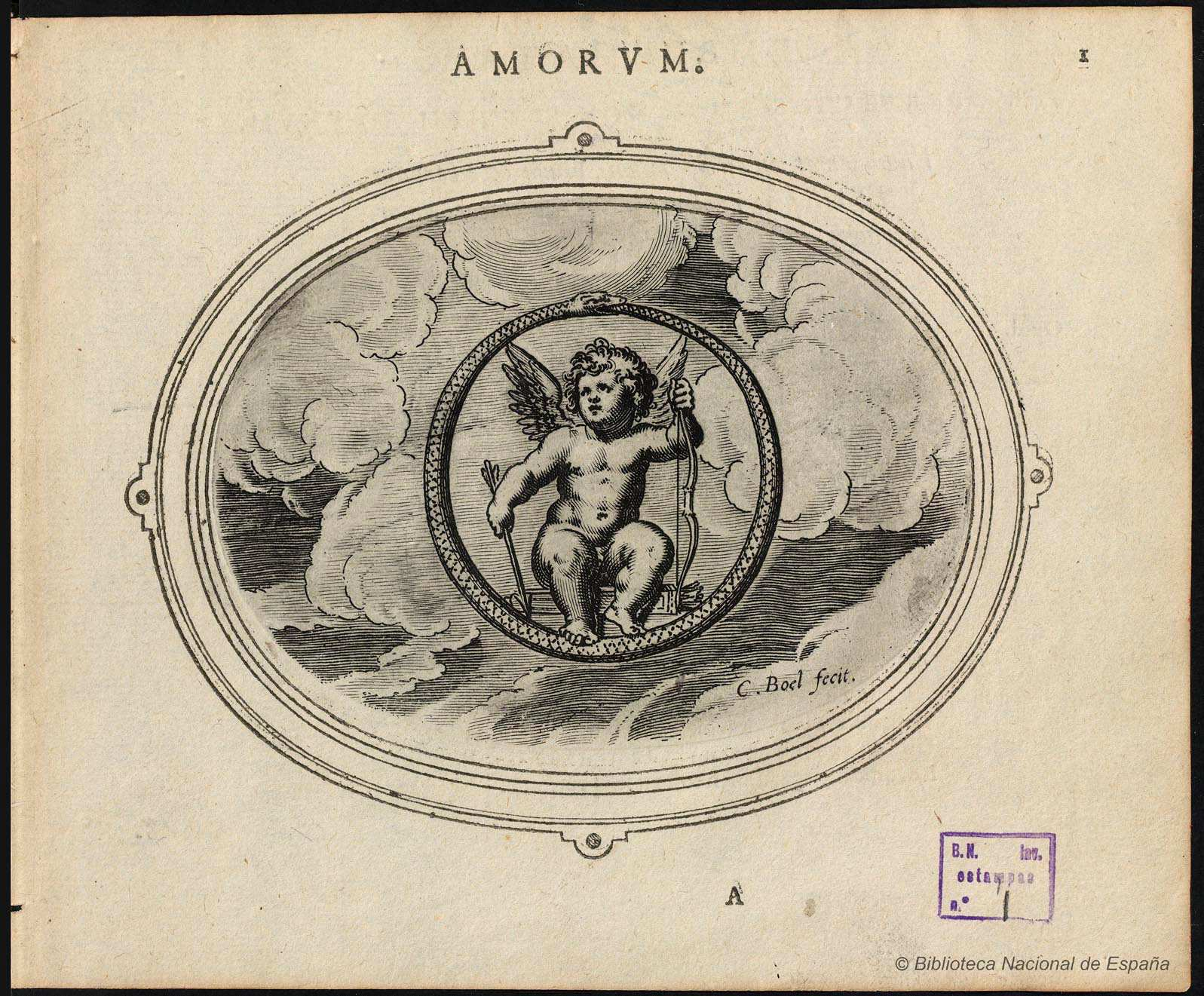
Otto van Veen, Amorum Emblemata, Amberes, 1608. Grabado en talla dulce firmado «C. Boel fecit». Biblioteca Nacional de España, ER/1786

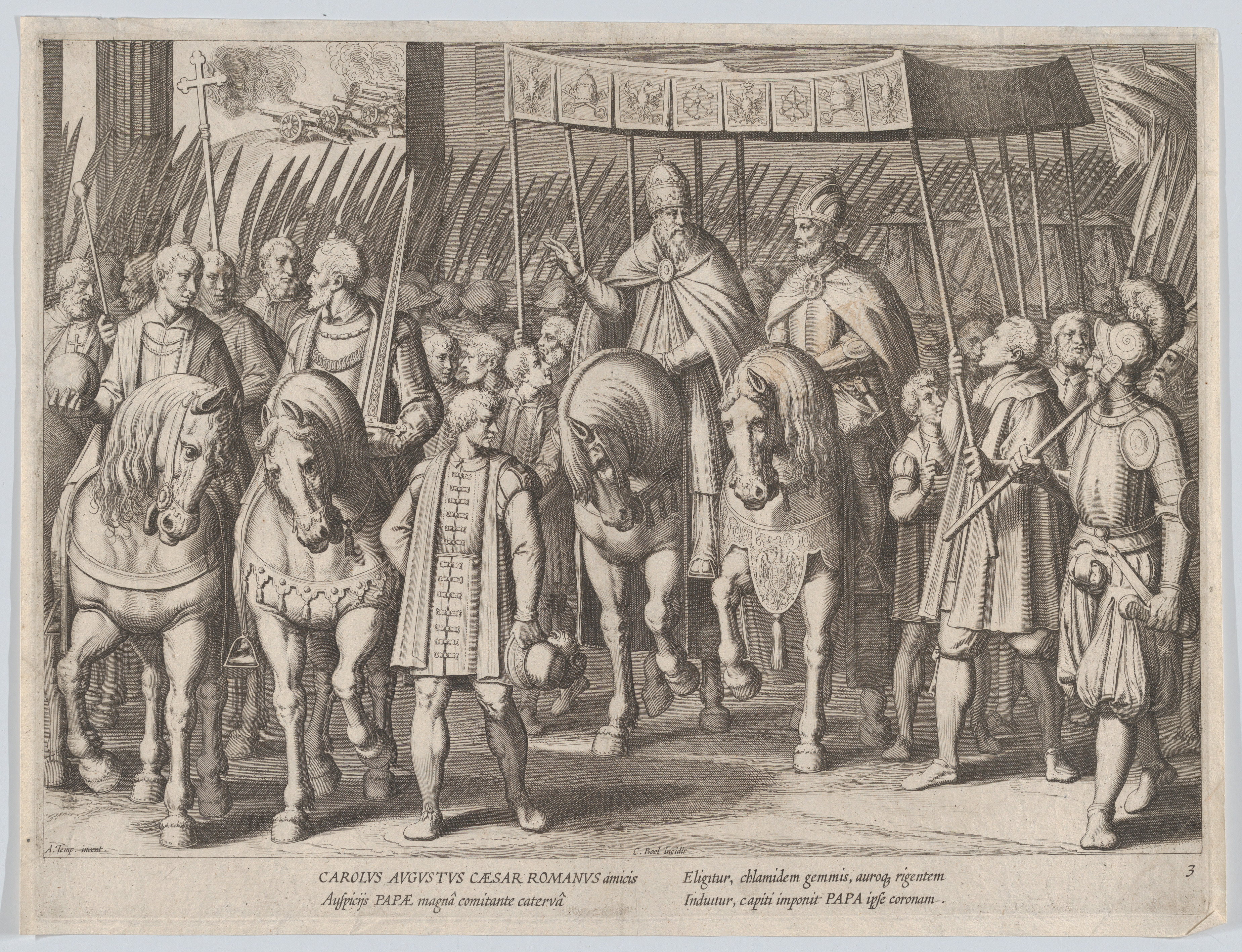
Desfile con motivo de la coronación de Carlos V por el papa Clemente VII. Grabado de Cornelis Boel sobre dibujo de Antonio Tempesta para La vie de l'Empereur Charles V, en tres-belles tailles-douces, gravées sur les dessins du celébre A. Tempeste, par deux des plus habiles Maitres J. de Gein & C. Boel, Leiden, Pieter van der Aa, 1614. Metropolitan Museum of Art.

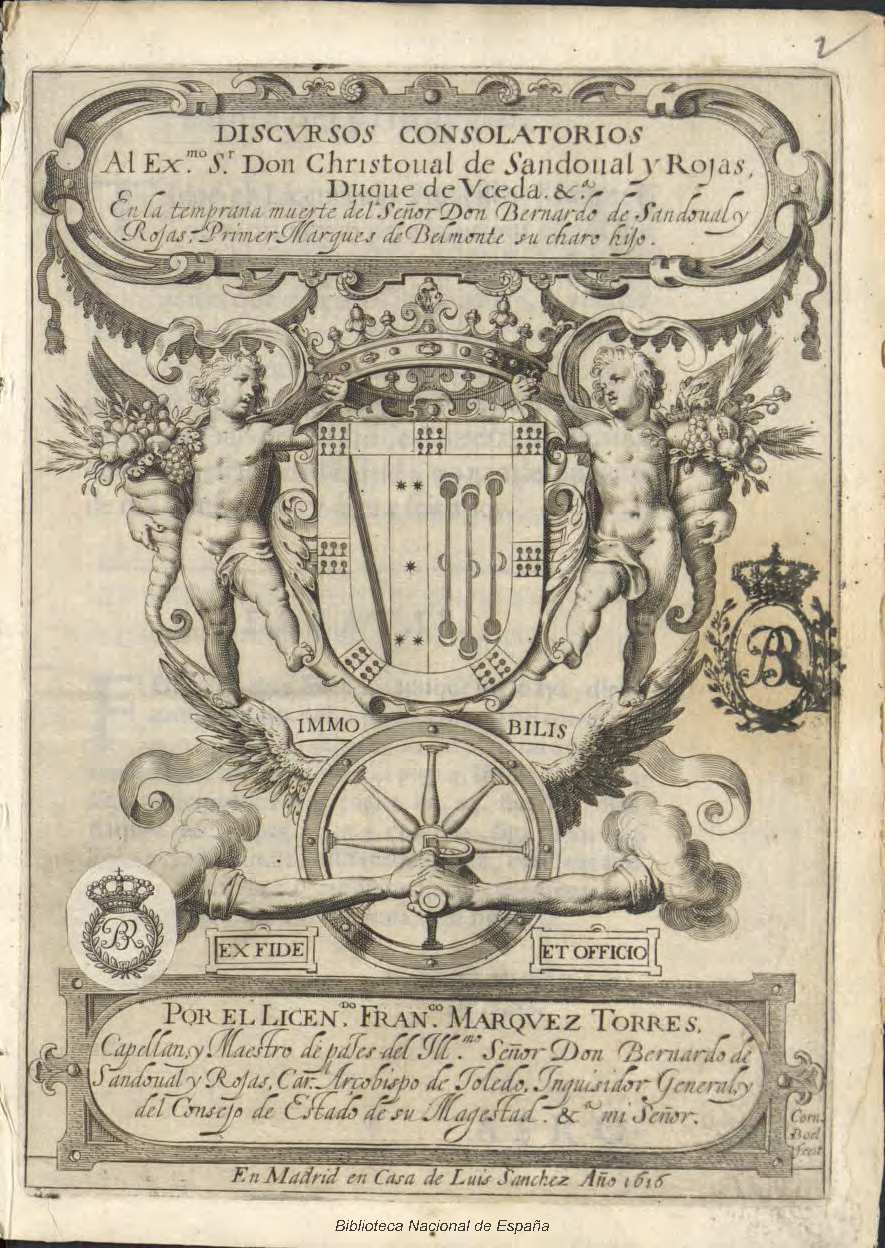
Portada calcográfica de Discursos consolatorios al Ex.^{mo} S.^{r} Don Christoval de Sandoval y Rojas, Duque de Uceda. &c. En la temprana muerte del Señor Don Bernardo de Sandoval y Rojas, Primer Marqués de Belmonte su charo hijo... Por el licen.^{do} Fran.^{co} Marquez Torres, en Madrid, en casa de Luis Sánchez, 1616. Biblioteca Nacional de España, 3/53467.

Cornelis Boel (c. 1576-después de 1621) fue un grabador flamenco en talla dulce activo en Amberes, Londres, Leiden y Madrid.

## Biografía y obra
Nacido en Amberes y formado posiblemente en el taller de Johan Sadeler, la primera obra que se le conoce son las ilustraciones de los Amorum Emblemata de Otto van Veen, impresos en Amberes en 1608. La colección de ciento veinticuatro emblemas ideados por Vaenius para ilustrar el amor humano con textos de Ovidio, Virgilio y otros autores clásicos, lleva la firma «C. Boel fecit» en el primero de ellos, el llamado “Amor Aeternus”, ilustración de un epigrama de Séneca que trata del amor que nunca acaba mediante la imagen de Cupido sentado e inscrito en la figura del ouroboros mordiéndose la cola, símbolo de eternidad. Ninguna de las restantes estampas lleva firma, pero la unidad de estilo hace verosímil la atribución a Boel del conjunto de los grabados, protagonizados por Cupido solo o en compañía de otro amorcillo, una doncella o alguna otra figura mitológica como Hércules.
La estrecha relación con Otto van Veen ha hecho que se le atribuya también alguna participación en las restantes obras emblemáticas emprendidas por el maestro de Rubens: Quinti Horati Flacci Emblemata (Amberes, 1608), de los que salió una traducción castellana en Bruselas en 1669 con el título Theatro moral de toda la philosophia de los antiguos y modernos, y la versión a lo divino de los emblemas amatorios, Amoris Divini Emblemata, con dedicatoria a Isabel Clara Eugenia, gobernadora de los Países Bajos (Amberes, 1615). Ninguna de las estampas de estas obras lleva firma y se han atribuido también a Gisbert van Veen, hermano de Otto, y a Cornelis Galle y Pieter de Jode. Sí están firmadas por Boel la portada y trece de las treinta estampas con episodios de la vida de Tomás de Aquino por dibujos de Otto van Veen reunidos en la Vita D. Thomae Aquinatis. Othonis Vaeni ingenio et manu delineata, Amberes, 1610.
Inmediatamente pasó a Inglaterra, donde firmó «C. Boel fecit – in Richmont» la portada con estructura de retablo de la traducción inglesa de la Biblia hecha por encargo del rey Jacobo I, que salió impresa en Londres por Robert Barker en 1611. La mención a Richmond en la firma ha hecho pensar que, invitado oficialmente por Jacobo I para trabajar en la "King James Version" o "Versión Autorizada" de la Biblia, residiese durante su estancia en Londres en el mismo palacio de Richmond donde tenían su residencia los hijos del rey Jacobo, Isabel y Enrique Federico, príncipe de Gales, de los que se conocen sendos retratos grabados por Boel, sin indicación de dibujante.
Completada la misión en Londres debió de retornar a los Países Bajos donde en 1614 se imprimió en Leiden La vie de l’Empereur Charles V, serie de ocho estampas dedicadas a la vida del emperador Carlos V por dibujos de Antonio Tempesta. Cuatro de las estampas fueron grabadas por Jacob de Gheyn III (Batalla de Pavía, Jornada de Túnez, Unión del duque de Sajonia a las tropas imperiales y Alianza de paz con el rey de Francia contra el poder turco) y las restantes cuatro por Boel: Saco de Roma, Desfile con motivo de la coronación imperial de Carlos V por el papa Clemente VII, Defensa de Viena amenazada por Solimán el Magnífico y Construcción de un templo tras la abdicación del emperador. Buena prueba de la fortuna de los grabados, estimados como la obra más notable de Boel, puede ser la versión que de ellos hizo años más tarde Matthäus Merian.
En 1615 apareció en Madrid, en la imprenta de la viuda de Alonso Martín, la Relación de un insigne milagro que nuestro Señor obra continuamente en una parte de carne del Venerable P. F. Juan de la Cruz, obra del carmelita fray José de Jesús María con una estampa firmada «C. Boel fecit». El supuesto milagro obrado en la reliquia de un pequeño trozo de carne de san Juan de la Cruz en el que su hermano Francisco de Yepes, analfabeto, veía cuantas veces quería a Jesús, la Virgen y otros santos, se representa en tres óvalos enlazados por una filacteria, con el santo de medio cuerpo ante otras tantas visiones celestiales, con la particularidad de ser las primeras representaciones hagiográficas del místico carmelita. Un año después aparecieron también en Madrid dos libros con portada calcográfica firmada «Corn. Boel fecit»: los Discursos consolatorios de Francisco Márquez Torres, con una pareja de  putti que recuerdan los de los Amorum Emblemata, y los Hechos de don García Hurtado de Mendoza de Cristóbal Suárez de Figueroa (Madrid, 1616), con el retrato en la base del IV marqués de Cañete.
Dos retratos no fechados sobre pinturas de Otto van Veen podrían ser las últimas obras conocidas de Boel, de nuevo en Flandes: el retrato de Jean le Mire, obispo de Amberes, fallecido en Bruselas el 12 de enero de 1611, como consta al pie de la lámina que se fecha hacia 1620, y el de Justus Lipsius a la edad de 52 años, derivado del que le hiciera Rubens, incorporado  a la edición hecha en Lovaina en 1623 de la Diva Virgo Aspricollis, obra del humanista neoestoico.